# Nahwa

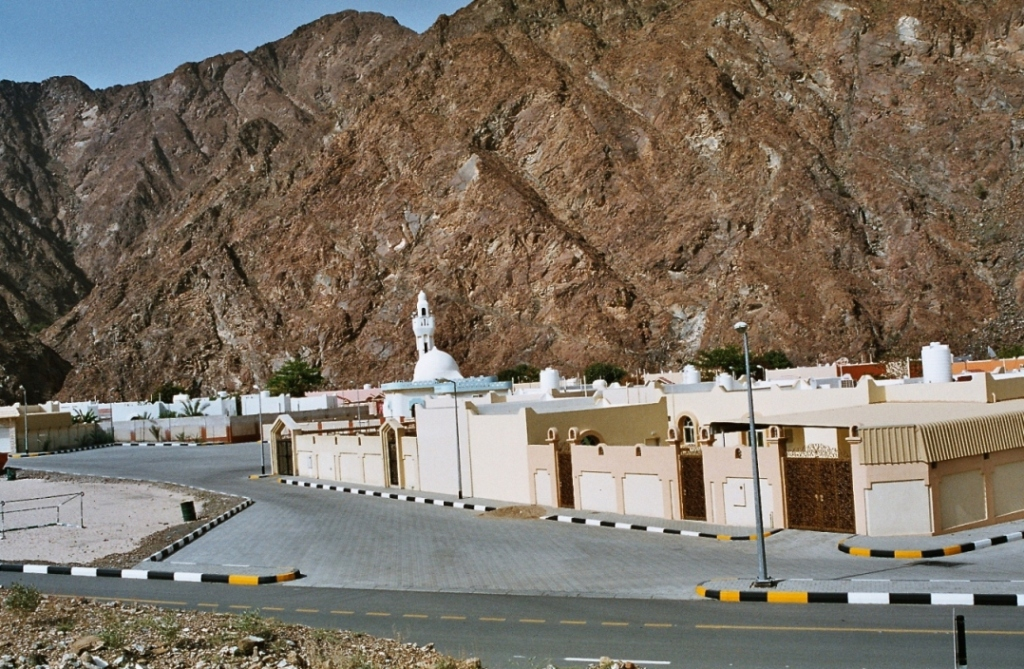
Neu-Nahwa

Nahwa (arabisch النحوة, DMG an-Naḥwa) ist ein Dorf der Vereinigten Arabischen Emirate im Emirat Schardscha. Das Besondere an Nahwa ist, dass das Gebiet vollständig vom omanischen Gebiet Madha umgeben ist, welches wiederum von den VAE umgeben ist. Somit ist Nahwa eine der wenigen Enklaven zweiter Ordnung (ähnliche Grenzziehungen fanden sich auch in den indisch-bangladeschischen Enklaven oder existieren gegenwärtig in Baarle-Nassau).
Nahwa mit seiner Fläche von 382 Hektar ist ein Sektor der Gemeinde Khor Fakkan, deren Hauptteil die mittlere Küstenexklave Schardschas am Golf von Oman bildet.
Nahwa, rund acht Kilometer westlich von Neu-Madha gelegen, ist von mächtigen Bergen umgeben, verfügt über eine eigene Klinik, eine moderne Polizeistation und hatte 2015 etwa 300 Einwohner. Nahwa ist geteilt in Alt-Nahwa und Neu-Nahwa und scheint trotz der strategisch ungünstigen Umschlossenheit besser entwickelt und wohlhabender zu sein als das relativ leer wirkende omanische Gebiet Madha. Das westlich von Neu-Nahwa gelegene Alt-Nahwa gehört ebenfalls zu den Arabischen Emiraten. Die Enklave kann man in westlicher Richtung nur über eine teilweise von Bachläufen durchzogene Piste verlassen.